# Camp Rock 2: The Final Jam (soundtrack)
Camp Rock 2: The Final Jam je soundtrack ke stejnojmennému americkému filmu, který byl v Česku uveden pod názvem Camp Rock 2: Velký koncert na stanici Disney Channel (Česko).
| Číslo | Název                     | Hlavní zpěvák                               | Vedlejší zpěváci                                           | Délka |
| ----- | ------------------------- | ------------------------------------------- | ---------------------------------------------------------- | ----- |
| 1     | „Brand New Day“           | Demi Lovato                                 | Táborníci z Camp Rocku                                     | 3:19  |
| 2     | „ Different Summers“      | Demi Lovato                                 | Alyson Stoner, Anna Maria Perez de Tagle, Jasmine Richards | 3:36  |
| 3     | „Fire“                    | Matthew „Mdot“ Finley                       | Táborníci z Camp Staru                                     | 3:02  |
| 4     | „Can't Back Down“         | Demi Lovato                                 | Táborníci z Camp Rocku                                     | 3:20  |
| 5     | „It's On“                 | Demi Lovato, Jonas Brothers                 | Táborníci z Camp Rocku a Camp Staru                        | 4:02  |
| 6     | „It's Not Too Late“       | Demi Lovato                                 | –                                                          | 3:33  |
| 7     | „Rock Hard or Go Home“    | Iron Weasel                                 | –                                                          | 2:58  |
| 8     | „Wouldn't Change a Thing“ | Demi Lovato, Joe Jonas                      | –                                                          | 3:23  |
| 9     | „Heart and Soul“          | Jonas Brothers                              | –                                                          | 2:57  |
| 10    | „You're My Favorite Song“ | Demi Lovato a Joe Jonas                     | –                                                          | 2:15  |
| 11    | „Introducing Me“          | Nick Jonas                                  | –                                                          | 3:07  |
| 12    | „Walkin' in My Shoes“     | Matthew „Mdot“ Finley, Meaghan Jette Martin | Taborníci z Camp Staru                                     | 2:50  |
| 13    | „Tear It Down“            | Matthew „Mdot“ Finley, Meaghan Jette Martin | Táborníci z Camp Staru                                     | 3:29  |
| 14    | „What We Came Here For“   | Demi Lovato, Joe Jonas                      | Táborníci z Camp Rocku                                     | 4:16  |
| 15    | „This Is Our Song“        | Demi Lovato, Jonas Brothers                 | Všichni účastníci Camp Rocku a Camp Staru                  | 2:58  |